# Laniarius atroflavus
El bubú pechigualdo (Laniarius atroflavus) es una especie de ave paseriforme de la familia Malaconotidae propia de las montañas del Golfo de Guinea.

## Distribución y hábitat
Se puede encontrar en las montañas entre Camerún y Nigeria. Sus hábitats naturales son los bosques montanos tropicales húmedos y las zonas arbustivas tropicales de elevada altitud.